# Inga-Staudamm
Die Inga-Staudämme sind zwei Staumauern mit Laufwasserkraftwerken in der Demokratischen Republik Kongo an den Inga-Fällen, den größten Stromschnellen im Zuge der Livingstonefälle des unteren Kongo, in denen der Strom 96 m Höhe verliert. Sie gehören zu den größten Wasserkraftwerken des subsaharischen Afrikas.

## Geschichte
Überlegungen, die der Nutzung des Durchbruchstales und den Stromschnellen des Kongo in den Cristal-Bergen der Niederguineaschwelle für ein Wasserkraftwerksstandort dienen könnten, äußerte erstmals 1885 der belgische Kolonialpolitiker Alphonse-Jules Wauters. In der Zeit von 1925 bis 1928 entstanden unter Leitung von Pierre Van Deuren erste diesbezüglich Projektarbeiten, die ohne zeitnahe Umsetzung blieben. Erst als 1952 die Errichtung einer Aluminiumhütte an der Atlantikküste ins Gespräch kam, wurde die Möglichkeit der Energieerzeugung an dieser Stelle wieder aufgegriffen. Das belgische Kabinett beschloss im Jahre 1957, das Wasserkraftwerksprojekt voranzutreiben. Über den Zeitpunkt der staatlichen Unabhängigkeit der ehemaligen Kolonie hinaus behielt das Vorhaben seine wirtschaftliche Bedeutung. 1963 veranlasste die kongolesische Regierung entsprechende Machbarkeitsstudien. Da inzwischen mit einer voranschreitenden Industrialisierung von Bas-Zaïre gerechnet wurde, erfolgte die Gründung des Office National du Développment de la Zone d’Influence d’Inga (ONII). Im Verlauf dieser Entwicklung wurde 1966 der Beschluss zum Bau eines Kraftwerks gefasst und 1968 damit begonnen. Die Finanzierung zu dieser Zeit erfolgte mit finanziellen Mitteln aus der Demokratischen Republik Kongo, Italien und dem Europäischen Entwicklungsfonds.
Inga I wurde 1972 in Betrieb genommen, zehn Jahre später wurde Inga II fertiggestellt. Daneben existieren Planungen für zwei weitere Dammprojekte.

## Inga I und II

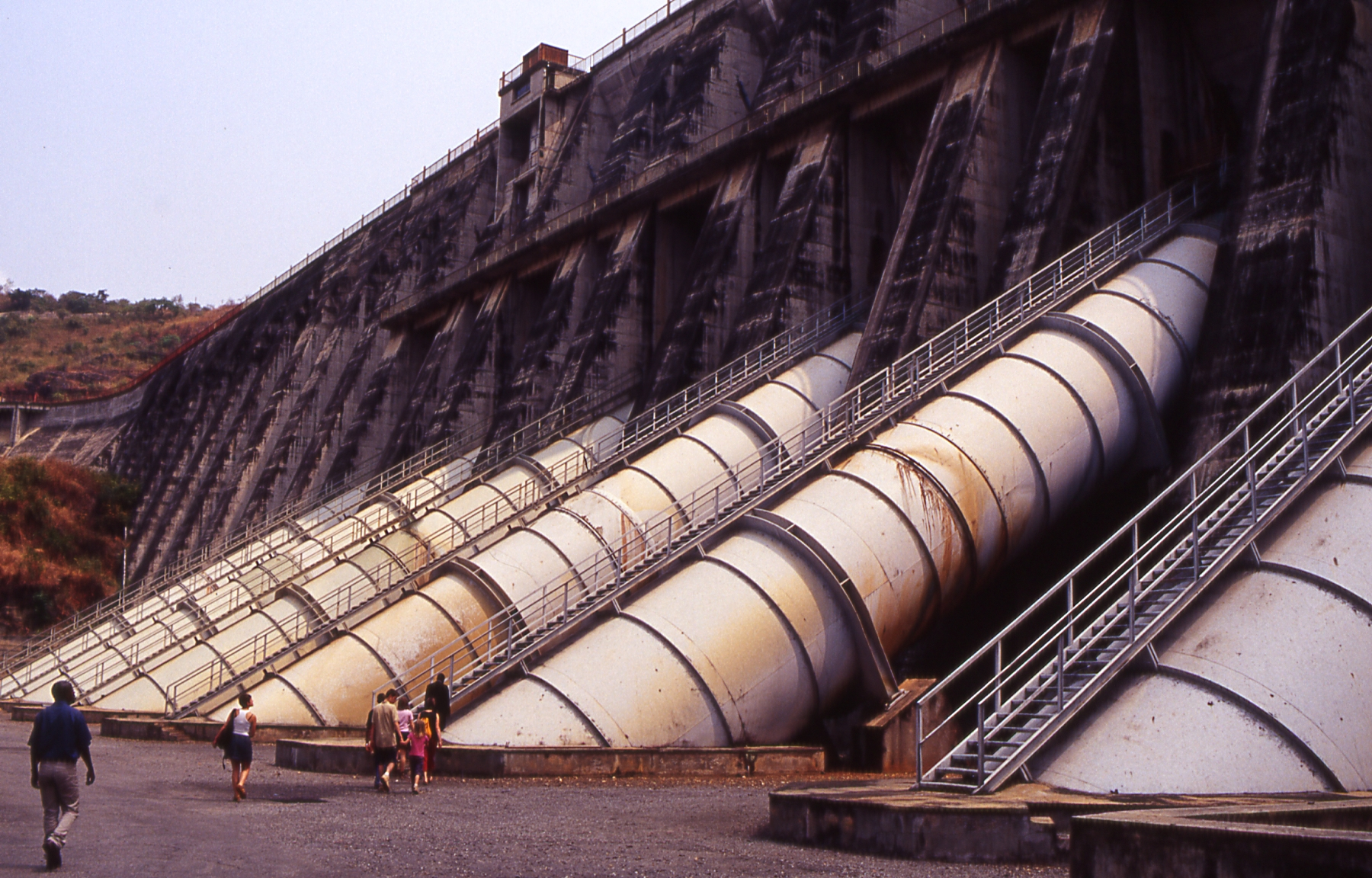
Rohrleitungen des Wasserkraftwerks Inga I

Inga I ist mit sechs Turbinen mit einer Leistung von je 58,5 MW ausgestattet, Inga II verfügt über acht Turbinen, die jeweils eine Leistung von 178 MW erreichen können. Ab 2005 erfolgte die Instandsetzung der Wasserkraftwerke mit Unterstützung der Weltbank. Die Instandsetzung von Inga I erfolgte dabei hauptsächlich durch deutsche Unternehmen, die Arbeiten an vier der Turbinen von Inga II wurden durch eine Tochterfirma der kanadischen MagIndustry Corp. übernommen, die im Gegenzug exklusive Stromlieferungen für ein Werk zur Magnesiumgewinnung in Pointe-Noire im Nachbarstaat, der Republik Kongo, erhielt.
Trotz der Instandhaltung und neu installierter Maschinen konnte die angestrebte Kapazität – auch infolge zunehmender Verschlammung – nicht erreicht werden, von ihrer möglichen Kraftwerksleistung von 1.750 MW leisteten sie im Mai 2008 weniger als ein Viertel, die gewonnene Energie wird hauptsächlich über die HGÜ Inga-Shaba für den Bergbau in der rohstoffreichen Region Katanga mit dem Schwerpunkt der Kupfergewinnung verwendet.

## Inga III

Inga I und II mit geplantem Staudamm Inga III

Neben den beiden bestehenden Staudämmen ist ein drittes Kraftwerk – Inga III – geplant. Als Partner für die Finanzierung war ein Public-Private-Partnership zwischen der Regierung und dem Bergbaukonzern BHP Billiton im Gespräch, der ein Aluminiumwerk in Kongo Central errichten wollte. Im Februar 2012 zog sich der Konzern jedoch aus den Verhandlungen zurück.
Im Oktober 2012 teilte ein Sprecher des verantwortlichen Gremiums mit, dass die Regierung bei der Finanzierung auf eine Gruppe aus Geldgebern spekuliere, unter denen sich die Weltbank und die Afrikanische Entwicklungsbank befänden. Die Bauarbeiten mit einer Laufzeit von 6 Jahren sollten im Jahr 2016 beginnen, als Kosten wurden im Herbst 2012 ca. 9 Milliarden US-Dollar genannt.
Danach gab es einen Wettbewerb zwischen drei Bietergruppen, einem chinesischen Zusammenschluss aus China Three Gorges Corporation und Sinohydro Corporation, einem spanischen Duo aus Grupo ACS und Eurofinsa sowie den beiden koreanischen Unternehmen Daewoo Corporation und POSCO zusammen mit dem kanadischen Unternehmen SNC Lavalin.
Im Oktober 2018 gab die Regierung der Demokratischen Republik Kongo die Unterzeichnung von Verträgen mit einem chinesisch-spanischen Konsortium bekannt, um Entwurfsstudien für den Bau des Inga III-Staudamms mit 11.000 MW und Gesamtkosten von 14 Mrd. USD zu starten. Hauptunternehmen des Konsortiums waren China Three Gorges Corporation, Sinohydro und ACS Group. Während die Baupläne für Phase III Ende 2019 noch planmäßig voranschritten schied im Januar 2020 ein wichtiges potenzielles Mitglied des Baukonsortiums, das spanische Unternehmen ACS Group, aus. Dies führte zu Unsicherheit bezüglich der Pläne der verbleibenden chinesischen und deutschen Partner. Als Alternative wurde eine kleinere Ausführung von Inga III geplant, mit einer Leistung vom 4800 MW. Südafrika hatte schon 2013 seine Bereitschaft bekundet, 2,5 GW der Staudammproduktion abzunehmen, und bekräftige diese Absicht bei den Neuplanungen. Von den für die Demokratische Republik Kongo verbleibenden 2300 MW sollten 1300 MW an den Kupfer- und Kobaltbergbau in Katanga geliefert und 1000 MW in das nationale Stromnetz eingespeist werden.
Im August 2020 verständigten sich die von den kongolesischen Behörden ausgewählten chinesischen und spanischen Unternehmen darauf, durch ein erweitertes Konsortium zu versuchen, nun doch die „große Lösung“ beim Wasserkraftprojekts Inga III zu ermöglichen. Das Konsortium besteht aus sechs chinesischen Unternehmen der China Three Gorges Corporation sowie AEE Power Holdings mit Sitz in Madrid. Dieses Mega-Wasserkraftprojekt soll 11.050 MW produzieren. Das erneute Interesse Südafrikas und zusätzliche angolanische Vorschläge zur Abnahme des erzeugten Stromes sollen die Interessengruppen motivieren, die Umsetzung des Inga-III-Megaprojekts zu beschleunigen.

## Grand Inga

Geplanter Staudamm Grand Inga mit geplantem Staubecken nach Umleitung des Kongo

Anders als mit Inga I, II und III, die durch Kanäle Wasser des Kongo abzweigen, ist mit dem Staudammprojekt Grand Inga eine komplette Umleitung und Aufstauung des Kongo zur Energiegewinnung geplant. Mit einer potentiellen Leistung von 39.000 bis 45.000 MW wäre ein derartiger Staudamm das leistungsstärkste Wasserkraftwerk der Welt. Es würde die Leistung des Drei-Schluchten-Damms um mehr als das Doppelte übersteigen und könnte einen großen Teil des afrikanischen Energiebedarfs decken. Für die Realisation der Idee werden Kosten von 80 Milliarden US-Dollar erwartet. Nicht zuletzt diese Summe, die in der Demokratischen Republik Kongo die Korruption schüren könnte und das Land vor einen enormen Schuldenberg stellen würde, weckt Kritik an dem Vorhaben. Auch sind die ökologischen Folgen, die starke Zentralisierung der Energieversorgung sowie wahrscheinlich ausbleibende Entschädigungen an die lokale Bevölkerung Argumente der Kritiker gegen den Bau. Im Sommer 2012 wurde ein Vertrag zwischen den beiden Regierungen der Republiken Kongo und Südafrika geschlossen, der es ermöglichen soll, gemeinsame Machbarkeitsstudien zum Projekt durchzuführen.
Für Grand Inga wurde im Dezember 2011 mit dem Ende der ersten Bauphase bis 2025 gerechnet. Deren Kapazität betrüge 6 Gigawatt, die auf 39 Gigawatt ausgebaut werden könnten. In der ersten Phase sollten 4,8 Gigawatt, zum Abschluss des Projektes 40 Gigawatt produziert werden. Die Gesamtbaukosten für Grand Inga wurden auf 80 Milliarden US-Dollar veranschlagt. Die Weltbank, die Europäische Investitionsbank und die Afrikanische Entwicklungsbank stellten Mittel für Durchführbarkeits- und Umweltverträglichkeitsprüfungen bereit. Die Weltbank zog ihre Unterstützung für das Grand Inga-Projekt jedoch 2016 zurück. Daher sollen die Kraftwerke nun als Öffentlich-private Partnerschaft weiter entwickelt werden.
Im Juni 2020 beschloss die Regierung der Demokratischen Republik Kongo, das Projekt den regionalen Staatsoberhäuptern vorzustellen und den Markt für den erzeugten Strom auf dem Kontinent zu erkunden. Sie konnten die Afrikanische Union und die Neue Partnerschaft für Afrikas Entwicklung für ihre Bemühungen um den Bau des Kraftwerks gewinnen.